# Битва на Бзурі

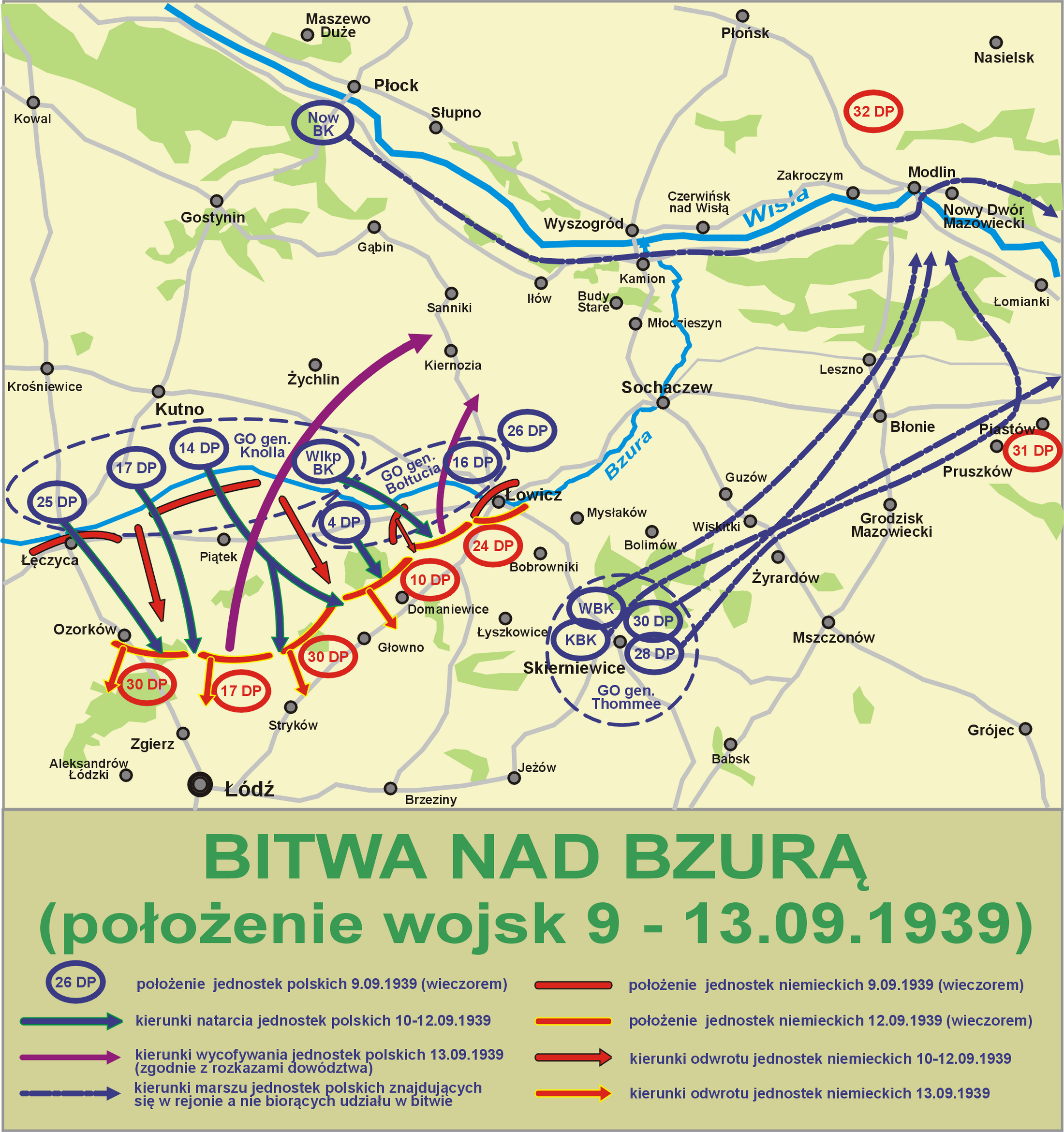
Карта битви на Бзурі

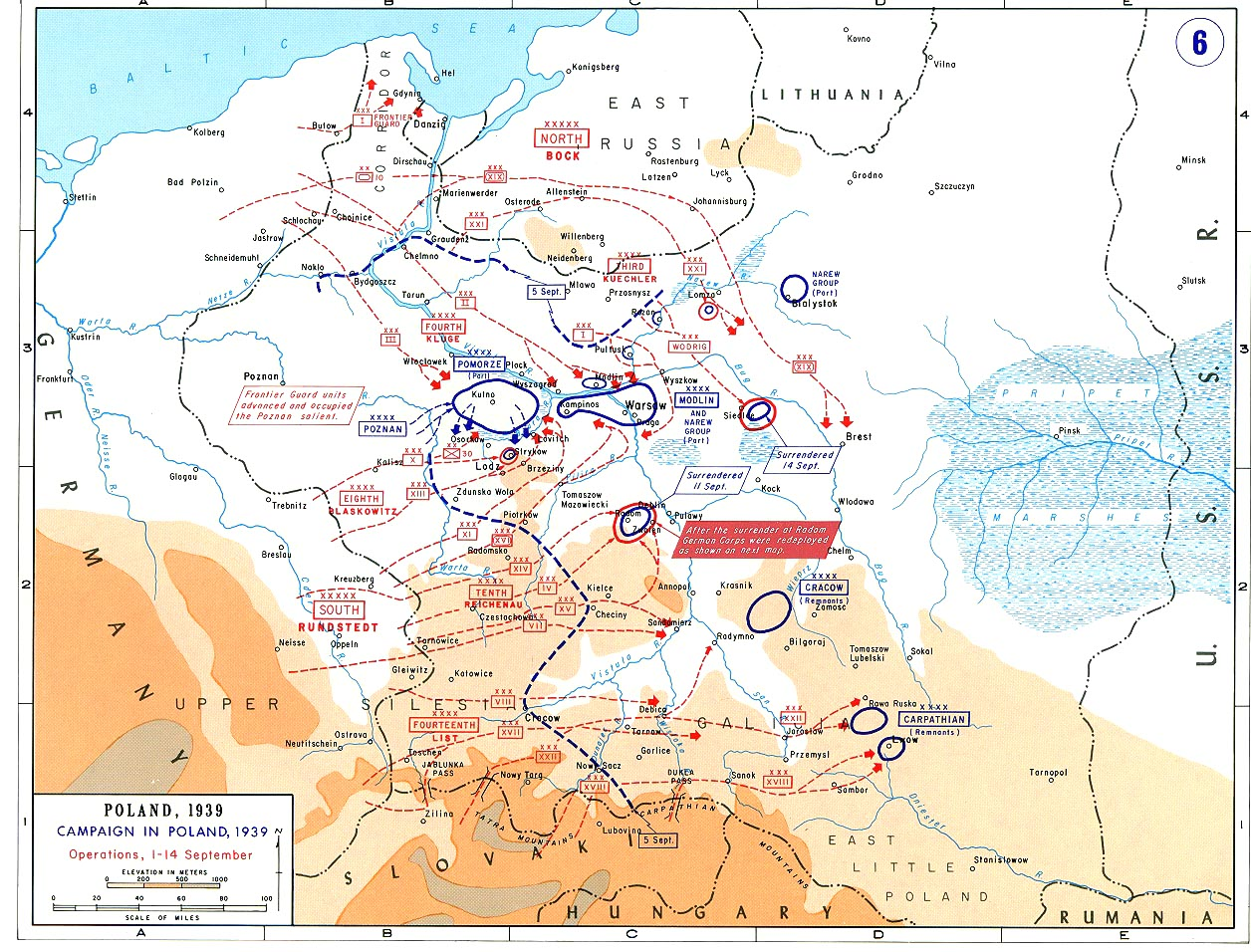
Ситуація на фронті 14 вересня 1939 року

Би́тва на Бзу́рі (пол. Bitwa nad Bzurą, в німецькій історіографії Битва під Кутно) (9 вересня 1939 — 22 вересня 1939) — битва під час Другої світової війни між польськими арміями «Помор'я» і «Познань» та німецькими 8-ю і 10-ю арміями групи армій «Південь».
7 вересня дві польські армії «Помор'я» і «Познань» під час спроби відійти в район Варшави опинилися в оточенні. У надії прорватися до столиці та забезпечити собі простір для маневру, командувач армією «Познань» генерал Тадеуш Кутшеба звернувся до Верховного Головнокомандувача із пропозицією завдати удар по оголеному флангу 8-ї німецької армії. Ридз-Смігли схвалив цей план і доручив генералові Кутшебі керівництво операцією.
9 вересня армія «Познань» у районі на південь від Бзури завдала раптового удару по німецьким піхотним дивізіям, що розтяглися в похідних колонах між Лечице й Ловичем, зосередивши основні сили в напрямку Стрикова. Правий фланг наступу прикривала Подільська, а лівий — Великопольська кавалерійська бригада. Завдяки чисельній перевазі, створеній на напрямку основного удару, і фактору раптовості поляки нанесли німецьким частинам 10-ї армії серйозних втрат (понад 1500 убитих і поранених, 3000 полонених) і відкинули їх на 20 км на південь. При цьому були звільнені міста Лечице та Пятек. Втрат також зазнала 8-ма німецька армія, війська якої поспіхом перекидалися на Бзуру.
11 вересня німецьке командування почало перекидати до Бзури основні сили 10-ї і 4-ї армій, підтягувалися резерви групи армій «Південь», була задіяна більша частина авіації 4-го повітряного флоту.
12 вересня генерал Кутшеба одержав повідомлення про відступ військ армії «Лодзь», з якою він планував з'єднатися, до фортеці Модлін і вирішив прориватися через Лович у Скерневецькі ліси і далі до переправ через Віслу біля Сохачева. Тим часом з-під Варшави німці почали висувати 4-ту танкову дивізію. Побоюючись виходу німецьких танків у тил, поляки почали відводити війська за Бзуру.
16 вересня, зупинивши польський наступ, частини 10-ті німецької армії з'єдналися в районі Влодави із частинами групи армій «Північ», оточивши значне угруповання польських військ.
Після двох днів безперервних боїв (18-20 вересня) армії «Познань» і «Помор'я» були повністю розбиті. Більша частина польських офіцерів і солдатів потрапила в полон. З оточення вдалося вирватися тільки окремим підрозділам і групам бійців. У їхньому числі були генерали Кутшеба, Кнолл і Токаржевський, кілька кавалерійських ескадронів з різних кавалерійських бригад, залишки 15-ї і 25-ї піхотних дивізій.